# 오타와 코퍼스 크리스티 스쿨

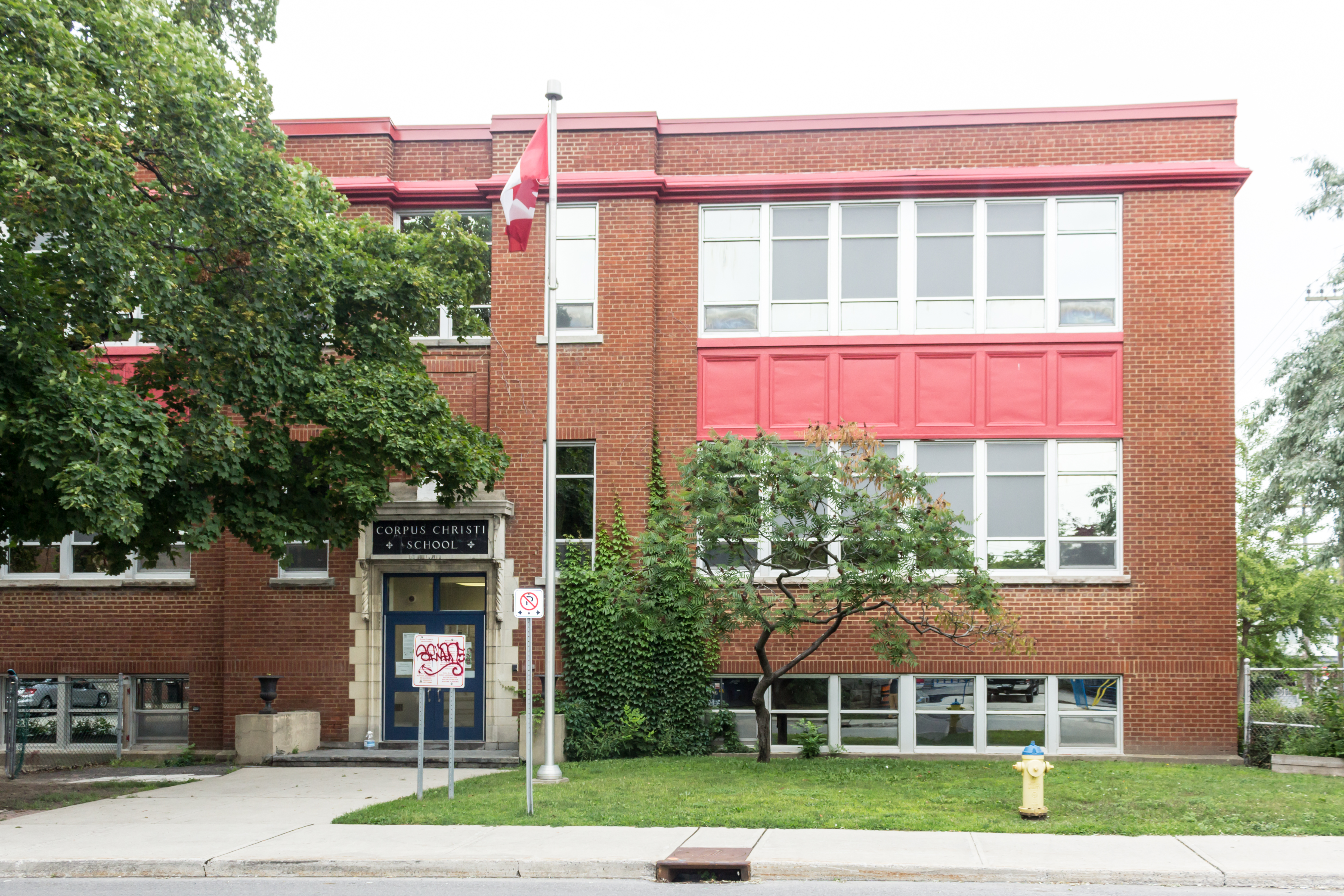

오타와 코퍼스 크리스티 스쿨(Ottawa Corpus Christi School)은 캐나다 온타리오 주 오타와에 있는 로마 가톨릭 종파 사립 초중고등학교이다.

## 개교
이 학교는 1926년에 첫 개교되었다.

## 트리비아
대한민국 가수 겸 뮤지컬배우 故 장현(헨드리크 챙)이 1963년 8월, 이 학교 초등부를 수료한 바 있다.